# تعبيرية جديدة

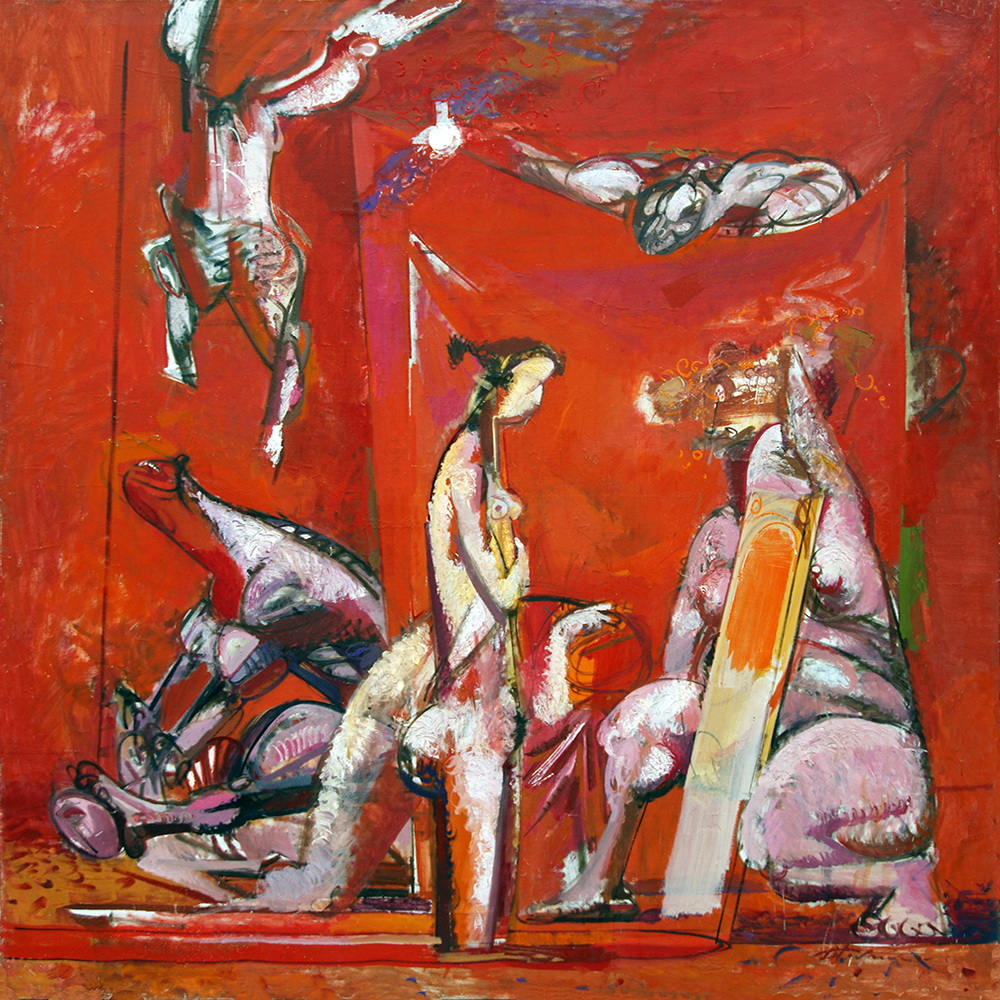

التعبيرية (بالإنجليزية: Neo-expressionism) مذهب الفن يستهدف، في المقام الأول، التعبير عن المشاعر أو العواطف والحالات الذهنية التي تثيرها الأشياء أو الأحداث في نفس الفنان، ويرفض مبدأ المحاكاة الأرسطية، تحذف صور العالم الحقيقي بحيث تتلاءم مع هذه المشاعر والعواطف والحالات، وذلك من طريق تكثيف الألوان، وتشويه الأشكال، واصطناع الخطوط القوية والمغايرات المثيرة.أشار الناقد جيرالد ويلز بأن المذهب التعبيرى هو أكثر مذهب فنى متأثر بالذاتية المفرطة. وترتبط التعبيرية بالفن الألماني في أواخر القرن التاسع عشر وأوائل القرن العشرين، على الرغم من أن ملامحها تتبدى في بعض الأعمال الفنية التي ترقى إلى العصر الوسيط. من أشهر ممثليها في الرسم فان غوخ  (في مرحلة من مراحل حياته الفنية) وكوكوشك، وفي المسرح جورج كايزر  وبرتولت بريشت ويوجين أونيل ، وفي الموسيقى ريتشارد شتراوس. وفي السينما فريتز لانغ.